# Isodromus kerzhneri
Isodromus kerzhneri är en stekelart som beskrevs av Sharkov 1984. Isodromus kerzhneri ingår i släktet Isodromus och familjen sköldlussteklar. Inga underarter finns listade i Catalogue of Life.